# Чанцев, Анатолий Дмитриевич
Анато́лий Дми́триевич Ча́нцев (укр. Анатолій Дмитрович Чанцев; род. 20 февраля 1958, Запорожье) — советский футболист, игравший на позиции правого защитника, а позже полузащитника, и украинский футбольный тренер.

## Карьера игрока
Воспитанник СДЮШОР «Металлург» (Запорожье). Первый тренер — И. Малкин. В 1980 году начал футбольную карьеру в местном «Металлурге», откуда в 1983 году перешёл в «Авангард» (Ровно). В 1986 году вернулся в Запорожье, но в другой запорожский клуб — «Торпедо». В 1988 году стал игроком белорусского клуба «Гомсельмаш» (Гомель), в котором и завершил футбольную карьеру в 1992 году.

## Тренерская карьера
После завершения футбольной карьеры с 1992 года был главным тренером ФК «Ведрич» (Речица), ФК «ЗЛиН» (Гомель). В январе 2002 года был приглашен в запорожский «Металлург», в котором работал помощником Олега Тарана. После того, как летом 2005 года Валерий Яремченко подал в отставку, исполнял до конца года обязанности главного тренера. В апреле 2007 года после отставки Сергея Ященко снова принял команду, с которой работал до ноября 2008 года. После чего сделал перерыв в тренерской карьере, а в декабре 2009 года стал главным тренером луганской «Зари». 27 ноября 2011 года уволен из «Зари». C января 2013 года — главный тренер харьковского «Гелиоса». После поражения 2:3 от «Одессы» был уволен с поста главного тренера «Гелиоса».
В октябре 2013 года вернулся в «Металлург» в качестве помощника, а в феврале 2015 года возглавил запорожскую команду, которую покинул в декабре того же года в связи с процессом ликвидации клуба.